# Relación de presión del motor
La relación de presión del motor (en inglés: engine pressure ratio, EPR) es la relación de presión total en un motor de reacción, medida como la relación de la presión total a la salida de la tobera propulsora dividida por la presión total a la entrada del compresor.
Los motores de reacción usan EPR o rpm del compresor/fan como indicador de empuje. Cuando se utiliza EPR, las presiones se miden delante del compresor y detrás de la turbina.

## Relación de presión del motor integrada
La relación de presión integrada del motor (en inglés: integrated engine pressure ratio, IEPR) es la relación de la presión en el escape del motor central y la presión de descarga del ventilador en comparación con la presión de admisión a la turbina de gas. El IEPR es un sistema indicador del motor exclusivo del Rolls-Royce RB211.